# Мцангамужи
Мцангамужи (фр. M'tsangamouji) — коммуна и населённый пункт в островном регионе Майотта, в северо-западной части острова Майотта (Маоре).

## Описание
Коммуна Мцангамужи расположена в 8200 км к юго-востоку от Парижа, 16 км к западу от Мамуцу. Население коммуны в 2007 году составляло 5028 человек. В южной части города Мцангамужи построена большая соборная мечеть которая является одной из самых больших на острове Майотта.